# Валрам I (Цвайбрюкен)
Валрам I (на немски: Walram I von Zweibrücken, † декември 1308) е граф на Графство Цвайбрюкен от 1281 до 1308 г. На него графовете на Цвайбрюкен се наричат като династия на Валрамидите. До 1297 т. Валрам управлява заедно с брат му Еберхард I († пр. 1321), основателят на Дом Цвайбрюкен-Бич.

## Биография
Валрам е вторият син на граф Хайнрих II (упр. 1237 – 1281) и съпругата му Агнес фон Еберщайн. Той е женен за Агнес от Водемон († 1282 или пр. 1302), дъщеря на граф Хуго III († ок. 1244) и на Маргарета от Бар, дъщеря на граф Теобалд I от Бар и на Ермезинда II от Люксембург. Те имат три деца:
- Симон († 1311/1312), граф на Цвайбрюкен, ∞ Агнес фон Саарбрюкен
- Хайнрих († пр. 1302), пропст към Хорнбах и ерцдякон към Страсбург
- дъщеря, монахиня в манастир Розентал в Пфалц

Малко преди смъртта на Хайнрих II двата му сина Еберхард и Валрам I поемат заедно управлението. Те са верни на императора и са покровителствани от Рудолф I, който през 1286 г. издига на град Бергцаберн и помага за развитието на страната. Чрез купуване на села и чифлици те увеличават непрекъснато собствеността си. Братята дават големи дарения на манастирите на тяхната територия. През 1297 г. те разделят графтво Цвайбрюкен на две самостоятели господства. Еберхард получава южните територии и основава така линията Цвайбрюкен-Бич, а по-малкият брат Валрам остава в Цвайбрюкен.
В битката при Гьолхайм, която се провежда през 1298 г. в Господство Щауф, което принадлежало тогава към Цвайбрюкен, братята са на страната на победоносния Албрехт от Австрия против крал Адолф от Насау.
Валрам е погребан в манастирската църква към Вадгасен близо до Саарбрюкен. Въпреки големите си дарения на църквата, Валрам е екскомунициран след смъртта му от домкапителя към Мец – вероятно по нареждане на папата – и отново изровен.